# Traquita de feldespat alcalí amb foids
Les traquites de feldespat alcalí amb foids o traquites alcalifeldspàtiques foidiferes són roques ígnies volcàniques (extrusives), traquites alcalines en què el contingut de feldespatoides és inferior al 10% (<10% dels minerals fèlsics). Es troba definida al camp 6' del diagrama QAPF de Streckeisen.

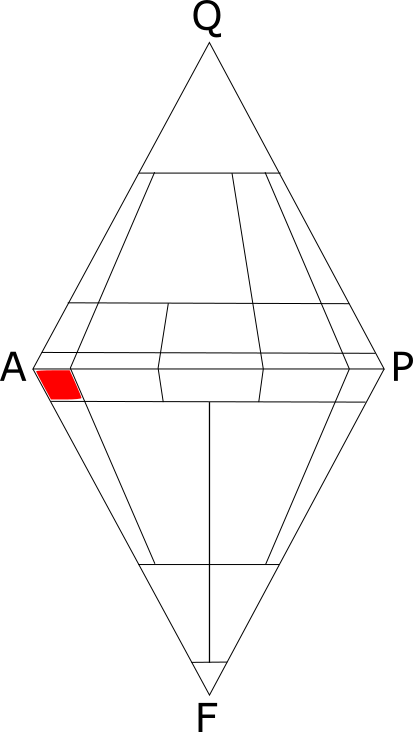
Traquita de feldespat alcalí amb foids en el diagrama QAPF (en vermell).